# Chiesa dei Santi Quaranta Martiri Pisani al Casalotto

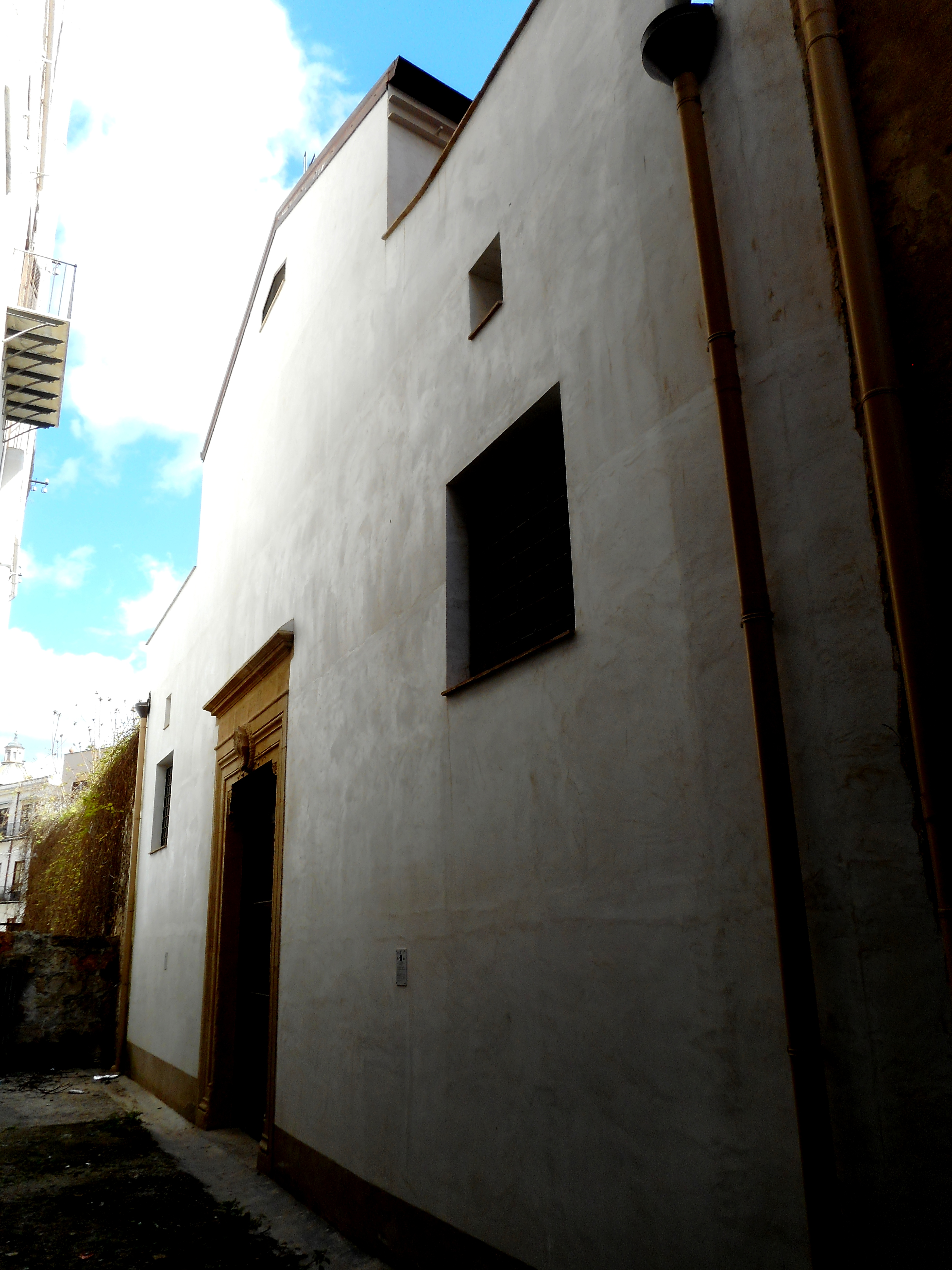
Facciata della chiesa

La chiesa dei Santi Quaranta Martiri al Casalotto è ubicata nel centro storico di Palermo nel mandamento del Palazzo Reale o Albergaria, nella via dei Santi Quaranta Martiri al Casalotto che conduce dalla via Maqueda alla piazza omonima.

## Storia
Il nome Casalotto, invece, proviene probabilmente dall'unione dei nomi “Guzet” e “Luzet”, ovvero le antiche denominazioni quartieri che si trovavano in questa zona, poi accorpati nel rione Il Capo in epoca araba. Qui anticamente si trovava la "Porta di Bebilbacal" che consentiva il passaggio dalla città vecchia alla città nuova nella parte meridionale del Monastero della Martorana.
- 1203, Prime documentazioni scritte sul primitivo luogo di culto costituite dall'atto di donazione di due casali ubicati presso l'edificio, da parte di Guglielmo da Malconvenante al Priorato di San Giovanni di Messina.[3]
- 1294, La chiesa è suffraganea del Monastero del Santissimo Salvatore.[4]
- XV secolo, Presso la chiesa è costituita la Confraternita dei Quaranta Santi Martiri.[4]
- 1564, Fondazione della Compagnia di Sant'Orsola aggregata alla Compagnia del Gonfalone di Roma.[5]
- 1586, Costituzione della Compagnia dei Santi Quaranta Martiri del «Gonfalone di Roma» per opera del sacerdote Pietro Tagliavia, edificazione dell'Oratorio.[5]
- 1590, Costruzione della primitiva cappella o Oratorio di Sant'Orsola.[6]
- 1822, Rimaneggiamento dell'interno riccamente affrescato da artisti della bottega di Giuseppe Velasco. Sulla facciata è visibile quel che resta del portale d'ingresso e di un medaglione, su cui spicca il simbolo dei martiri ossia una corona con tre rami di palme.
- 1860, Il rettore della chiesa padre Giacomo Cusmano vi installò il primo centro di opere caritatevoli che pochi anni dopo è denominato il "Boccone del povero".

## Interno
Impianto a tre navate. Il tempio causa eventi sismici, bombardamenti bellici, incuria si presenta in avanzato stato di degrado.

## Confraternita dei Santi Quaranta Martiri
- XV secolo, Confraternita dei Quaranta Santi Martiri.

## Compagnia di Sant'Orsola
- 1564, Compagnia di Sant'Orsola.

## Compagnia dei Santi Quaranta Martiri del «Gonfalone di Roma»
- 1586, Compagnia dei Santi Quaranta Martiri del «Gonfalone di Roma».

## Oratorio dei Santi Quaranta Martiri
- 1586, Oratorio dei Santi Quaranta Martiri.[7]

## Grotte
Locali ipogei utilizzati quali rifugi e catacombe durante le persecuzioni cristiane in epoca imperiale.